# Charles Dillon Perrine

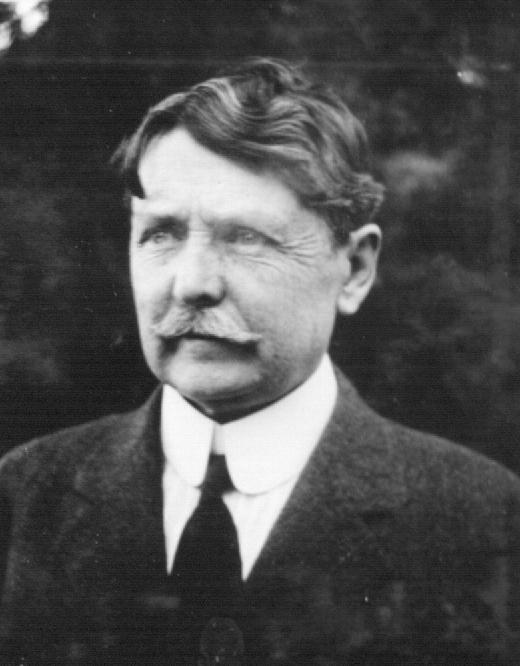
Charles Dillon Perrine

Charles Dillon Perrine (ur. 28 lipca 1867 w Steubenville, zm. 21 czerwca 1951 w Villa General Mitre, Argentyna) – amerykańsko-argentyński astronom.

## Życiorys
Urodzony w Ohio, pracował w Obserwatorium Licka od 1893 do 1909, potem był dyrektorem Państwowego Obserwatorium Argentyńskiego w Argentynie (dziś Observatorio Astronómico de Córdoba) od 1909 do 1936.
Odkrył dwa księżyce Jowisza, dzisiaj znane jako Himalia (w 1904 r.) i Elara (w 1905 r.). Były one nazwane „Jowisz VI”„” i „Jowisz VII” i nie dostały swoich teraźniejszych nazw aż do 1975 r.
Był również odkrywcą komety okresowej 18D/Perrine-Mrkos i ośmiu innych komet.
W 1904 roku opublikował obliczenia paralaksy Słońca oparte na obserwacji planetoidy Eros podczas jednego z jej zbliżeń do Ziemi.

## Nagrody i wyróżnienia
W 1897 roku otrzymał Prix Lalande od Francuskiej Akademii Nauk.
W 1902 roku był przewodniczącym Astronomical Society of the Pacific.
Na jego cześć nazwano odkrytą przez Antonína Mrkosa planetoidę (6779) Perrine. Nazwę zaproponowała Jana Tichá, która bezskutecznie poszukiwała komety 18D/Perrine-Mrkos w 1995 roku.
Jego nazwisko nosi też krater Perrine na Księżycu.